# Kirsten Neuschäfer
Kirsten Neuschäfer est une navigatrice sud-africaine, née le 23 juin 1982 à Port Elizabeth (Afrique du Sud).
Lors de la Golden Globe Race 2022-2023, qu’elle domine en grande partie, elle devient la première femme à doubler le cap Horn en tête d'un tour du monde en solitaire à la voile.
Elle entre dans l'histoire en terminant victorieuse de cette course le 27 avril 2023, devenant ainsi la première femme à gagner une course autour du monde en solitaire.

## Biographie

### Origines et formation
Kirsten Neuschäfer naît le 23 juin 1982 à Port Elizabeth en Afrique du Sud, d'un père allemand et d'une mère sud-africaine.
Elle pratique la voile depuis son enfance.
A l'âge de 22 ans, elle réalise une aventure en solitaire en partant à vélo de Berlin pour rejoindre Le Cap, en Afrique du Sud : un périple de 15 000 kilomètres qu'elle effectue seule.
Elle devient navigatrice professionnelle en 2006, spécialiste de la livraison et du transfert de voiliers par la mer.
Elle collabore avec le National Geographic en participant à la série Wild Life Resurrection Island with Bertie Gregory et Seven Worlds, One Planet, notamment pour des tournages en Géorgie du Nord.

### Carrière sportive

#### Golden Globe Race 2022-2023

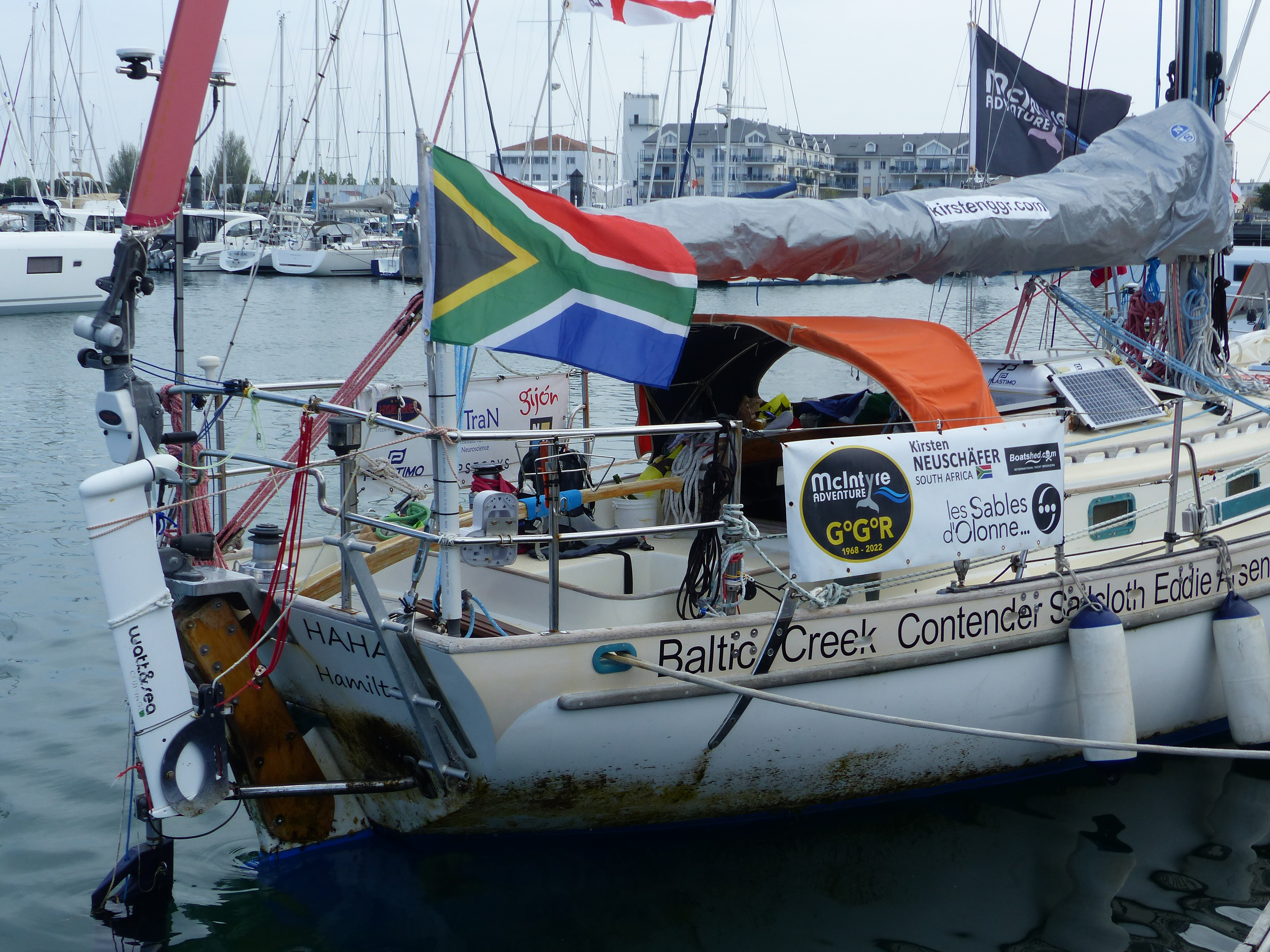
Poupe du Minnehaha, à quai le 30 avril 2023 aux Sables-d'Olonne, peu après la victoire de Kirsten Neuschäfer à la Golden Globe Race 2022.

Kirsten Neuschäfer participe à la Golden Globe Race 2022 en étant la seule femme engagée sur les seize participants à cette course autour du monde en solitaire, sans escale et sans aide électronique,. Elle navigue sur un monocoque « Cape George 36 » de 1988, baptisé Minnehaha,, ce qui signifie « l'eau rieuse », dans un des dialectes des Sioux du Dakota.
Kirsten Neuschäfer a préparé elle-même son bateau durant plusieurs mois à l'Île-du-Prince-Édouard, où elle est arrivée le 6 janvier 2021, alors que les mesures d'isolement pour la pandémie de Covid-19 étaient encore en vigueur. Les habitants de l'île se sont mobilisés pour l'aider, et une chanson a même été composée en son honneur.
Elle quitte Les Sables-d'Olonne le 4 septembre 2022, à bord du Minnehaha.
Au large de l'Afrique du Sud, elle sauve la vie du concurrent finlandais, Tapio Lehtinen, qui est naufragé.
Après 154 jours de navigation, elle passe en tête au niveau du cap Horn, alors que douze participants ont déjà abandonné, devenant ainsi la première femme à franchir ce cap en tête pendant une course.
Elle termine victorieuse le 27 avril 2023, après avoir navigué près de huit mois. Son temps officiel est de 233 j 18 h 43 min 47 s, après déduction des trente-cinq heures de compensation accordées pour le sauvetage de Tapio Lehtinen. Elle devient ainsi la première femme à terminer en tête d'une course autour du monde en solitaire,.

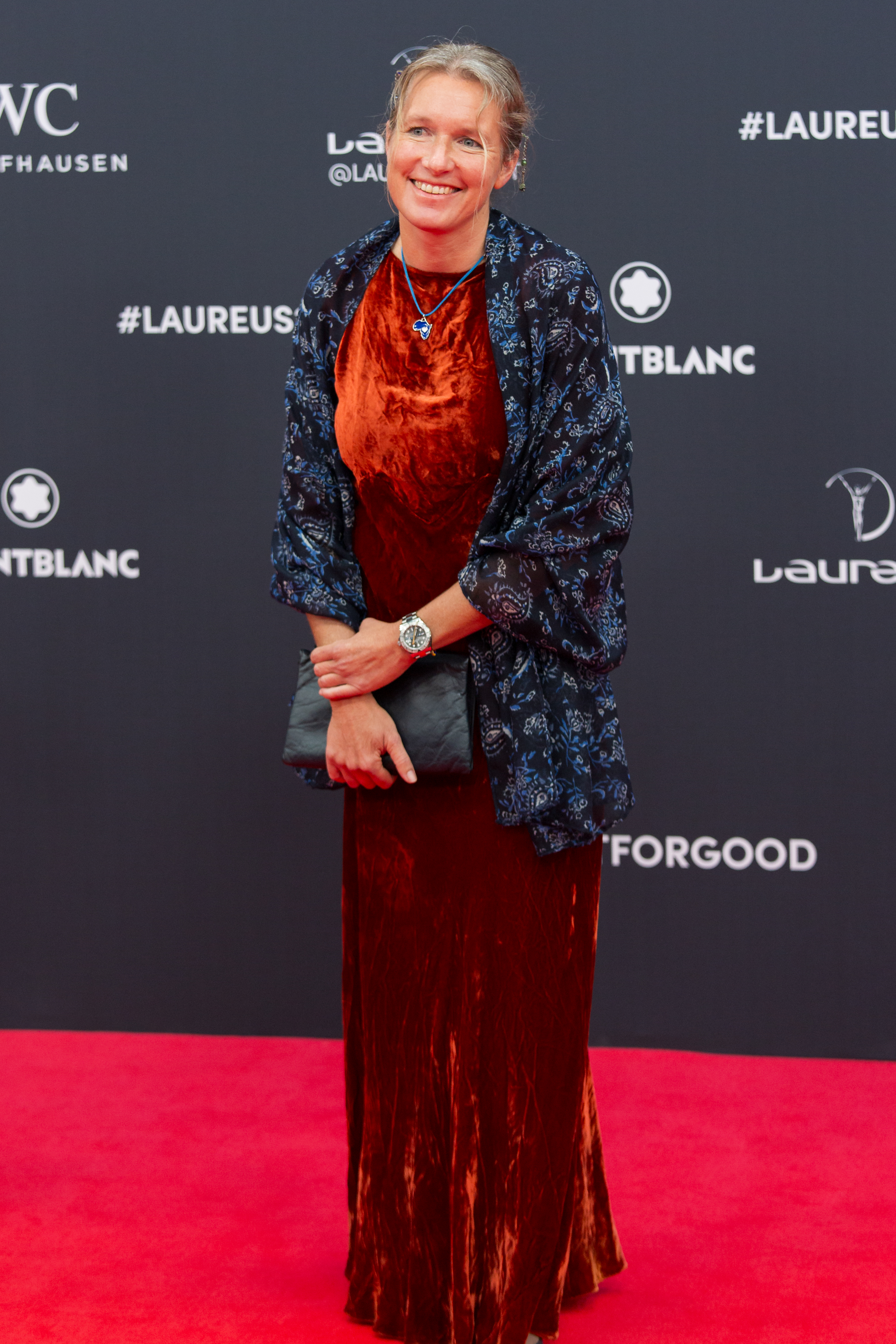
Kirsten Neuschäfer sur le tapis rouge des 25e Laureus World Sports Awards, nommée pour le prix de la Sportive d’action de l’année à la suite de sa victoire historique dans la Golden Globe Race 2022-2023.

Elle rejoint par cette victoire les autres grandes navigatrices hauturières : Florence Arthaud, Isabelle Autissier, Catherine Chabaud, Samantha Davies et Ellen MacArthur.

« Hier, le 27 avril, est le jour de mon arrivée et le Jour de la Liberté en Afrique du Sud, qui commémore la fin de la domination politique de la minorité blanche sud-africaine. Nous l’appelons aussi le jour de Mandela. Et si je ne suis pas un modèle ou du genre à donner des leçons, c’est quelqu’un que j’aurais vraiment aimé rencontrer. Il est très important pour moi, très important dans ma vie. J’adore l’Afrique du Sud d’aujourd’hui et l’égalité des genres et des races qui s’est considérablement développée là-bas. Quand on pense à ce que veut dire le mot liberté, je suis heureuse d’appartenir à ma génération. Personne ne m’a empêchée de faire ce que je voulais faire. Cela aurait sans doute été beaucoup plus difficile pour la génération de ma mère. Gagner le jour de Mandela, cela me touche beaucoup. »

— Kirsten Neuschäfer, conférence de presse le 28 avril 2023.

## Distinction
25eme Prix Laureus World Sports Awards, prix de la Sportive d'action de l’année, 22 avril 2024,.